# ماری ایونزورث
ماری آینوورث (انگلیسی: Mary Ainsworth; ۱ دسامبر ۱۹۱۳ – ۲۱ مارس ۱۹۹۹) روان‌شناس اهل ایالات متحده آمریکا بود.